# Fading Like a Flower (Every Time You Leave)
A Fading Like a Flower (Every Time You Leave) című dal a svéd Roxette második kimásolt kislemeze a Joyride című harmadik stúdióalbumról.
A dal nem volt annyira sikeres, mint az előző Joyride című dal, számos országban a tíz legjobb dal között volt. A dal 4. helyezett volt az ír kislemezlistán, az angol listán a 12. helyig jutott. Észak-Amerikában a Billboard Hot 100-as listán, és a kanadai kislemezlistán a 2. helyen végzett, megelőzte Bryan Adams "(Everything I Do) I Do It for You" című dala.

## A dal összetétele
Az Ultimate Guitar című szaklap szerint a dal közepesen gyors tempójú, 105 BPM/perc. A zongora alapú rockballada Am – Em – Am – C – G – Am – Em – D alapvető akkord sorozatát követi minden versszakban. Az egyes kórusok sora C – F – Am – G – C – F – G – C szekvenciával rendelkezik, míg a kórus második fele rövidített C – F – Am – G – F módosítással folytatódik. A dal három Am – G – C – D ismétlésből áll, melyet az E – E 7 – Am – C – G – Am progresszió követ.
A dal spanyol változatát a duó felvette az 1996-os Balladas en español című albumukra is.

## Videoklip
A videoklipet a stockholmi Gamla stan városrészben forgatták, melyben látható a városháza is.

## Megjelenések
Minden dalt Per Gessle írt.
- 7" & MC Single Svédország EMI 1364047 · Egyesült Királyság EMI TCEM190 ·  Amerikai Egyesült Államok EMI 4KM-50355)

1. "Fading Like a Flower (Every Time You Leave)" – 3:51
2. "I Remember You" – 3:55

- 12" Európai Unió EMI 1364046

1. "Fading Like a Flower (Every Time You Leave)" – 3:51
2. "I Remember You" – 3:55
3. "Fading Like a Flower (Every Time You Leave)" (Gatica Mix) – 3:57

- CD Single  Európai Unió EMI 1364042

1. "Fading Like a Flower (Every Time You Leave)" – 3:51
2. "I Remember You" – 3:55
3. "Physical Fascination" (Extended/Guitar Solo Version) – 4:00
4. "Fading Like a Flower (Every Time You Leave)" (Gatica Mix) – 3:57

## Slágerlista
| Slágerlista (1991-2019)               | Legjobb helyezés |
| ------------------------------------- | ---------------- |
| Ausztrália (ARIA)                     | 7                |
| Ausztria (Ö3 Austria Top 40)          | 6                |
| Belgium (Ultratop 50 Flanders)        | 5                |
| Kanada Top Singles (RPM)              | 2                |
| Denmark (IFPI)                        | 6                |
| Finland (Suomen virallinen lista)     | 4                |
| Németország (Media Control Charts)    | 5                |
| Magyarország (MAHASZ)                 | 37               |
| Írország (IRMA)                       | 4                |
| Italy (FIMI)                          | 12               |
| Japan International (Oricon)          | 17               |
| Hollandia (Top 40)                    | 8                |
| Hollandia (Single Top 100)            | 7                |
| Új-Zéland (Recorded Music NZ)         | 22               |
| Norvégia (VG-lista)                   | 4                |
| Poland (LP3)                          | 1                |
| Spain (AFYVE)                         | 18               |
| Svédország (Sverigetopplistan)        | 5                |
| Svájc (Schweizer Hitparade)           | 3                |
| Egyesült Királyság (UK Singles Chart) | 12               |
| US Billboard Hot 100                  | 2                |
| US Adult Contemporary (Billboard)     | 5                |

| Slágerlista (1991)                      | Helyezések |
| --------------------------------------- | ---------- |
| Australian Singles (ARIA)               | 60         |
| Austrian Singles (Ö3)                   | 27         |
| Belgian Singles (Ultratop Flanders)     | 26         |
| Brazilian Singles (ABPD)                | 65         |
| Canadian Singles (RPM)                  | 11         |
| Dutch Singles (Top 40)                  | 90         |
| Dutch Singles (Top 100)                 | 72         |
| German Singles (GfK)                    | 24         |
| Italian Singles (FIMI)                  | 90         |
| Japanese International Singles (Oricon) | 64         |
| Swiss Singles (Schweizer Hitparade)     | 17         |
| US Year-End Hot 100 Singles (Billboard) | 44         |
| US Singles (Cashbox)                    | 30         |

| Slágerlista (1990–99) | Helyezés |
| --------------------- | -------- |
| German Singles (GfK)  | 256      |

## Feldolgozások
- A norvég death metál csapat Cadaver készítette el a dal saját változatát.
- A dal eurodance változatát a Mysterio nevű csapat rögzítette.
- A dalnak két kínai változata létezik. A mandarin verziót a taiwani Lin Meng (林蒙) énekelte, és az "I Don't Want to Wait Anymore" címet kapta. A másik változatot a hong-kongi Cass Phang (彭羚) adta elő, mely a "Thinking only of your love" (只想你的爱) címet kapta.
- A Dancing DJs vs. Roxette nevű csapat 2005-ben rögzítette a dalt saját változatukban, mely slágerlistás helyezést is elért.